# Titica
Titicaは、クドゥーロのミュージシャンでアンゴラの歌手兼ダンサーである。彼女は「2011年の最高のクドゥーロアーティスト」に選ばれた。 

## キャリア
Titiciaの人気は、さまざまなスタイルを彼女の能力によって融合させ、アンゴラの音楽業界における彼女の独自性を受け入れるアーティストの能力に由来している。彼女の芸名は、価値がない、または役に立たないことを意味するポルトガル語である。彼女は、トランスジェンダーの女性として人々が彼女に投げかけた嫌な言葉を取り戻すために、その芸名を選んだ。業界での彼女の成功は、アンゴラと世界に存在する同性愛嫌悪とトランスフォビアの感情と戦っている。彼女はバレエのトレーニングと伝統的なクドゥーロダンススタイルを組み合わせて、女性らしさと身体のコントロールのユニークでパーソナライズされたブランドを表現している。 

### 初期のキャリア
ルアンダのテカミゲルガルシアに生まれたティティカは、 Noite＆Dia 、 Propria Lixa 、 PutoPortuguesなどのアクトでバックアップダンサーとしてキャリアをスタートさせた。  彼女のシングルの最初の録音は、計画外だった。彼女は、トラックのコーラスを開発するためのインスピレーションを得てNoite＆Diaを支援することだけを目的としていた。スタジオセッションの結果、トラックのTiticaの声が録音された。この経験がTiticaの音楽レコーディングのキャリアを開始した。 1年後の2011年10月、彼女は「Chão」を録音し、特にアンゴラとアンゴラのディアスポラで国際的な成功を収めた。  

### 影響
Titicaは、コンゴのバックグラウンドと、これが彼女の音楽に与える影響について非常に公開されている。 2018年ベルリンで開催されたRedBullMusic Academyの講演で、彼女は自分の影響について次のように語っている。コンゴの音楽をたくさん聴いた。ぺぺ・カッレとコフィ・オロミデは、私にたくさんのインスピレーションを与えてくれました。彼女はさらに、彼女の音楽は、クドゥーロとコンゴのジャンルであるKalléとN’domboloを組み合わせていると述べている。 
Titicaのインスピレーションのもう1つの源は、女性のクドゥーロアーティストFofandóである。 Titicaは、同じRed Bull Music Academyの講義で、この影響について次のように説明している。「"クドーロのシーンで最も重要な女性アーティストといえば、クドーロの女王と呼ばれるフォファンドー。世界中で、ブラジルでは私がクドローの女王だと言われているが、クドローには私たちを刺激し、私が尊敬していた女王がいる。"」 

### アクティビズムとアドボカシー
2013年、彼女はUNAIDSの親善大使に任命された。 この役割と彼女の国際的な人気を通じて、Titicaは、HIVのリスクと治療、性的健康、およびLGBTコミュニティに関する問題についての認識を高めてきた。  UNAIDSとの彼女の声明の中で、ティティカは次のように述べている。「私は非常に多くの屈辱に苦しんでいるが、模範を示して率先し、自国およびそれ以降の汚名や差別を克服するのを助ける準備ができている。」 
国際的に高く評価されている公人としての彼女のプラットフォームに加えて、Titicaは彼女の音楽の歌詞を通してこれらの問題についての認識を広めている。アンゴラの人気歌手Aryとの2012年にコラボした 「Ohla O Boneca」で、Titicaは「平等な愛を大胆に表現」している。 BBCは、また、DJJoãoLinhoをフィーチャーした彼女の2016年リリース「Abaixa」が「アンゴラでの同性愛嫌悪と戦う方法の賛歌になった」と報告している。 

### 国際公演
Titicaは、2017年にブラジルで演奏した。そこで彼女は、リオデジャネイロのグループBaianaSystemで彼女の曲「CapimGuiné」をリリースした。  

## 現在の2011年から2012年：「OChão...」と「OlhaoBoneco」の曲
2011年12月15日、TiticaはOChãoと呼ばれる彼女の最初の作品を発表した。アフリカ・ポルトガルのアリーをフィーチャーしたゴージャスなシングル「OlhaoBoneco」。この曲は、いくつかのクドゥーロの動きと「クレウ」に参加している。 『Cultura Angolana Radio』で初めてリリースされた。ポルトガルとブラジルでは、この曲はポルトガルのプログラムTOP +で3週間、ブラジルのショーRolandoMúsicaで7週間、音楽チャートで1位を維持している。
「Olha o Boneco "は、PALOP（ポルトガル語を公用語とするアフリカ諸国）やヨーロッパのいくつかの国のディスコやテレビ番組で多くの成功を収めた。この曲のティティカは、いくつかの文章の中で、一部の人々のセクシュアリティにメッセージを与えたいと考えており、彼女は「アウトローラ・フイ・バイラリナ、アゴラ・ソウ・ア・メニーナ」と意味を伝え、アーリは「venho de forma diferente, e quem quiser que comente... bem ou mal é de mim, porque estão falando assim」と歌い、我々は皆違うが、皆人間、皆平等、ただ「一つの愛」だということを歌っている。
OChãoのアルバムの2番目の曲はアンゴラで録音された「Ablua」である。 3枚目のシングルは「ChãoChão」と呼ばれ、ボーナストラックアルバムに収録されている。 

## プラケジュルガー？ – 2018
プラケジュルガー？ （Why Judge？）は、歌手のAngolanaTiticaによる3枚目のスタジオアルバムである。歌は主にポルトガル語とアンゴラポルトガル語で歌われ、フランス語とリンガラ語の歌もある。アルバムのリリースに先立って、トラックリストに組み込まれたいくつかのプロモーションシングルがリリースされた。